# Karamoko Kéïta
Karamoko Kéïta (ur. 21 września 1974) – piłkarz malijski grający na pozycji bramkarza. W swojej karierze 3 razy wystąpił w reprezentacji Mali.

## Kariera klubowa
Przez prawie całą karierę piłkarską Kéïta grał w Anglii, w klubach z niższych lig. Karierę zaczynał we Francji, gdzie grał w FCM Garges-lès-Gonesse. Następnie wyjechał do Anglii. W sezonie 1999/2000 występował w YEading FC, w sezonie 2000/2001 grał w Wembley FC. W latach 2001–2006 występował w Harrow Borough, a w sezonie 2006/2007 - w Northwood FC. W sezonie 2007/2008 był zawodnikiem Wealdstone FC, a w 2009 roku wrócił do Harrow Borough.

## Kariera reprezentacyjna
W reprezentacji Mali Kéïta zadebiutował 5 lipca 1997 w przegranym 0:1 towarzyskim meczu z Tunezją, rozegranym w Tunisie. W swojej karierze był dwukrotnie powoływany do kadry na Puchar Narodów Afryki. W 1994 roku w Pucharze Narodów Afryki 1994 był rezerwowym dla Ousmane Faroty i nie wystąpił ani razu. Z kolei w 2002 roku był rezerwowym dla Mahamadou Sidibè i rozegrał jeden mecz, o 3. miejsce z Nigerią (0:1). Od 1997 do 2002 roku rozegrał w kadrze narodowej 3 mecze.